# Relations entre l'Eswatini et Taïwan
Les relations entre l'Eswatini et Taïwan sont des relations internationales s'exerçant entre le royaume d'Eswatini et la république de Chine.
Chacun des deux États est représenté diplomatiquement par une ambassade auprès de l'autre, l'ambassade d'Eswatini en république de Chine (en) et l'ambassade de république de Chine en Eswatini (en).

## Relations diplomatiques

### Histoire
Quelques jours après l'indépendance du Swaziland vis-à-vis du Royaume-Uni, les relations entre les gouvernements du Swaziland et de la république de Chine sont établies en septembre 1968,.
Après la rupture des relations diplomatiques entre le Burkina Faso et la république de Chine, le 24 mai 2018, l'Eswatini devient alors le seul État africain à maintenir des relations diplomatiques officielles avec cette dernière,,.

### Visites présidentielles

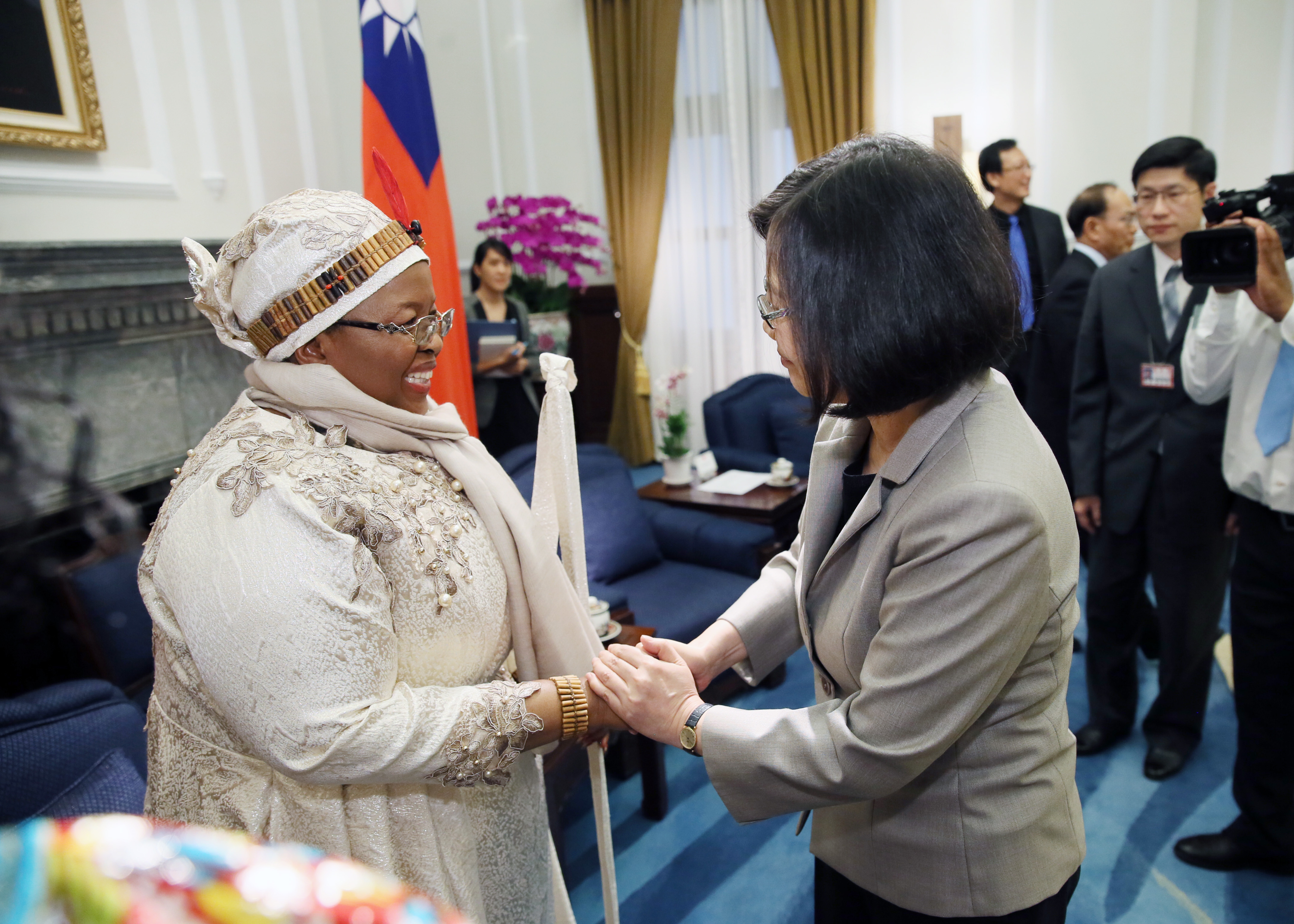
Rencontre entre Tsai Ing-wen, présidente de la république de Chine, et la reine Ntfombi du Swaziland, en 6 2016.

Le roi Mswati III d'Eswatini a visité à 17 reprises le territoire taïwanais, la dernière remontant à juin 2018.
La présidente Tsai Ing-Wen de république de Chine visite pour la première fois l'Eswatini en avril 2018, dans le cadre des célébrations des 50 ans de l'indépendance du Swaziland.

### Ambassadeurs
Thomas Chen est nommé ambassadeur de la république de Chine au Swaziland en septembre 2013. Après des problèmes de santé au mois de juin 2018, Chen est rapatrié à Taïwan. Il est remplacé par Jeremy Liang au mois d'août.
En novembre 2021, Promise Sithembiso Msibi remplace Thamie Dlamini au poste d'ambassadeur swazi à Taïwan.

## Échanges

### Éducation
Selon les estimations de 2018, environ 250 étudiants eswatiniens suivent un cursus scolaire dans une institution taïwanaise. Parmi les étudiants les plus notables, le prince Buhlebenkhosi Dlamini, un des fils du roi Mswati III d'Eswatini, étudie entre autres au sein de l'université Shih Chien (en).

### Infrastructures
Le projet de construction de l'aéroport international de Sikhuphe bénéficie d'un financement de 22 millions de dollars américains de la part du gouvernement de la république de Chine.

### Santé
Les centres de soins Amitofo, créés par le moine bouddhiste taïwanais Hui Li, sont implantés dans le sud de l'Afrique à partir de 2005 ; l'un d'entre eux se trouvent dans le sud de l'Eswatini. Il accueille des orphelins et des enfants défavorisés, et leur offre une éducation jusqu'à leurs 18 ans, incluant des cours de mandarin, de bouddhisme et de kung-fu. Il est financé par des dons privés, provenant à 70 % de citoyens taïwanais et hongkongais, et n'a de lien avec aucun gouvernement,.
Les services médicaux des deux pays collaborent suivant un accord bilatéral signé en 2007 et 2008 : ainsi, une équipe de médecins de l'hôpital universitaire médical de Taipei (en) travaille en collaboration avec le personnel de l'hôpital public de Mbabane. D'autres équipes médicales sont également envoyées en formation dans les zones rurales d'Eswatini.

### Technologies
Les entreprises de télécommunications Chunghwa Telecom et Eswatini Posts and Telecommunications collaborent pour le développement de technologies sur le sol eswatinien, entre autres la mise en œuvre de l'accès à Internet à haut débit.